# فرودگاه دیاربکر
فرودگاه دیاربکر در سال ۱۹۵۲ افتتاح شد. این فرودگاه در فاصله ۶ کیلومتری مرکز شهر دیاربکر قرار گرفته‌است و میزبان پروازهای داخلی و خارجی می‌باشد.
فرودگاه دارای یک سالن انتظار ۲۶۸ مترمربعی و یک پارکینگ به ظرفیت ۲۰۰ خودرو می‌باشد. دسترسی به این فرودگاه از طریق تاکسی و اتوبوسهای شهرداری ممکن می‌باشد. با به کارگیری دستگاه ILS از سال ۲۰۰۸ لغو پروازها از این فرودگاه تقریباً به صفر رسیده‌است.
در سال ۲۰۱۰ نزدیک به یک و نیم میلیون مسافر داخلی و خارجی از این فرودگاه تردد کرده‌اند.

## شرکت‌های هوایی و مقاصد پروازی
| شرکت هوایی                          | مقصد                                                       |
| ----------------------------------- | ---------------------------------------------------------- |
| بوراجت                              | آدانا، بورسا-ینی شهیر                                      |
| اُونور ایر                           | استانبول-آتاترک، ازمیر                                     |
| پگاسوس                              | آنتالیا، استانبول-صابیحا گوکچن                             |
| ایز ایر (زیر نظر شرکت پگاسوس)       | آدانا، ازمیر                                               |
| اسکای ایرلاینز                      | آنکارا، آنتالیا، استانبول-صابیحا گوکچن، ازمیر              |
| سان اکسپرس                          | آنتالیا، دوسلدورف، استانبول-صابیحا گوکچن، ازمیر، اشتوتگارت |
| ترکیش ایرلاینز                      | استانبول- آتاترک                                           |
| آنادولو جت (زیر نظر ترکیش ایرلاینز) | آنکارا                                                     |